# Twenty Bucks
Twenty Bucks es una película antológica de comedia dramática de 1993, dirigida por Keva Rosenfeld y con actuaciones de Linda Hunt, Brendan Fraser, Elisabeth Shue, Steve Buscemi, Christopher Lloyd y Spalding Gray entre otros. La película nos muestra el viaje que hace un billete de 20 dólares, desde que sale nuevo y recién impreso desde un cajero automático del centro de Minneapolis pasando por incidentes y transacciones que se producen de persona en persona a lo largo de la ciudad.

## Reparto
- Linda Hunt - Angeline
- Brendan Fraser - Sam Mastrewski
- Elisabeth Shue - Emily Adams
- Steve Buscemi - Frank
- Christopher Lloyd - Jimmy
- Spalding Gray - Priest
- Gladys Knight - Mrs. McCormac
- William H. Macy - Property Clerk
- David Schwimmer - Neil Campbell
- Shohreh Aghdashloo - Ghada Holiday
- David Rasche - Baker
- Rosemary Murphy - Aunt Dotty
- George Morfogen - Jack Holiday
- Sam Jenkins - Anna Holiday
- Melora Walters - The Stripper / Funeral Director
- Jeremy Piven - Nervous Quick-Mart Clerk

## Producción
La película está basada en el guion originalmente escrito por Endre Bohem en 1935, este nunca fue filmado; su hijo, Leslie, lo descubrió en los años 1980 y lo modificó, modernizando el lenguaje y parte de la trama. La nueva versión del guion fue usada para la película. Endre Bohem escribió el guion poco después del estreno de If I Had a Million (1932).
Según el director, los billetes utilizados en la producción formaban parte del presupuesto de la película. Los productores consiguieron varios billetes numerados consecutivamente. Algunos fueron dañados específicamente según lo requería el guion. Cuando terminaron de usarlos, fueron introducidos en una caja menor.

## Crítica y acogida
Mientras que muchos críticos vieron la película como una serie de viñetas irregulares, Roger Ebert comentó que "la delicadeza de la premisa le da a la película una especie de libertad. Vislumbramos momentos reveladores de vidas, en lugar seguirlos como en esas películas en la que la confeccionada conclusión pretende que todo sea resuelto". Ebert estuvo tan compenetrado con la actuación de Christopher Lloyd que casi olvidó el propósito de la película, le gustó la película entera, agradeciendo la construcción de viñetas.
Algunos han comparado esta película con otras que también persiguen un único objeto que pasa entre varias personas (como Diamond Handcuffs, Tales of Manhattan, The Gun (1974), Dead Man's Gun (1997) o El violín rojo). Sin embargo, concentrándose en un objeto omnipresente en vez de un objeto más único (como el violín en El violín rojo), esta película "coloca al género dentro de un territorio hasta el momento inexplorado".